# かめびし屋
かめびし屋（かめびしや）は、香川県東かがわ市の引田において江戸時代から続く醤油醸造元。その店舗や醤油蔵など18棟の建造物が国の登録有形文化財に登録されている。

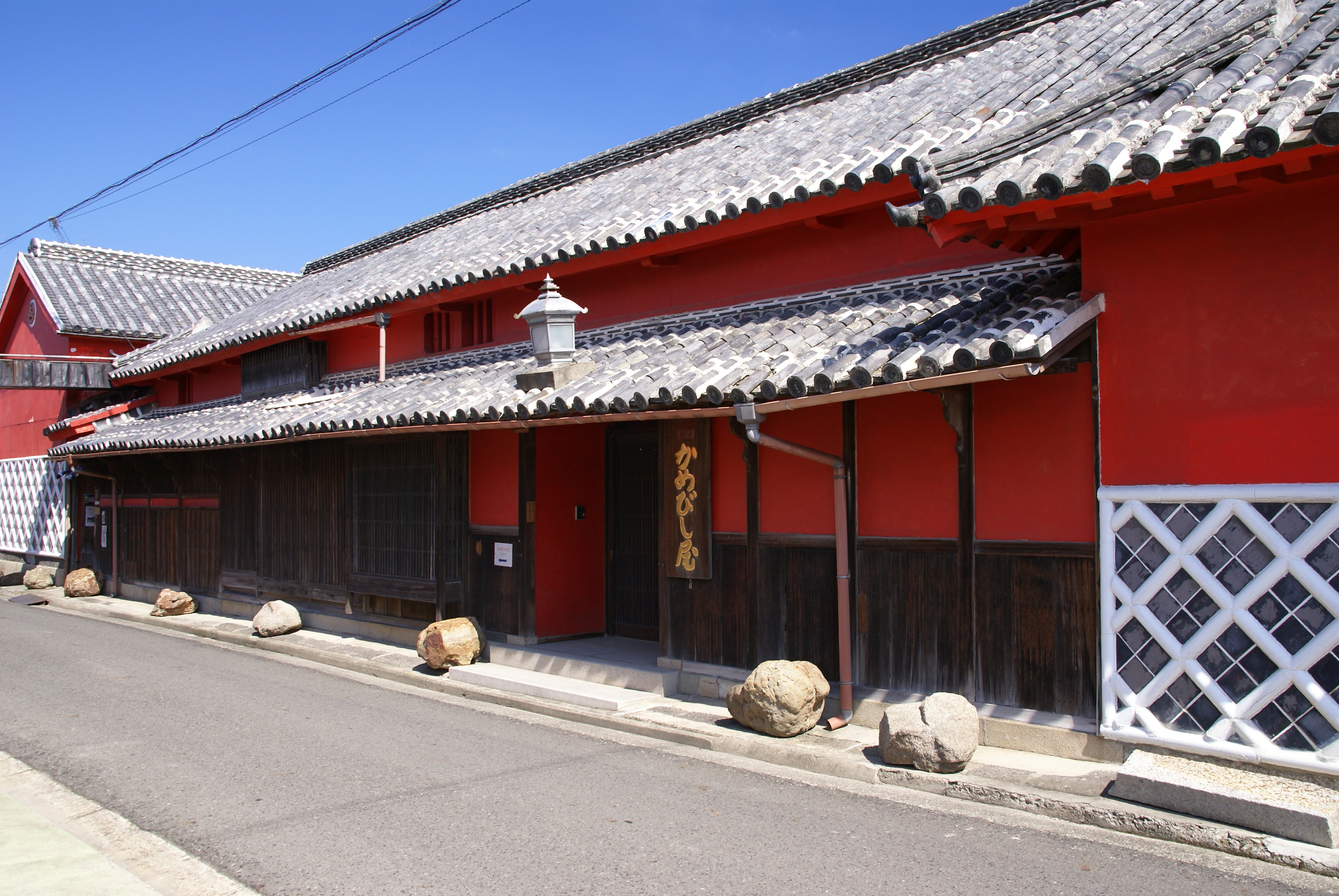
醤油店玄関側

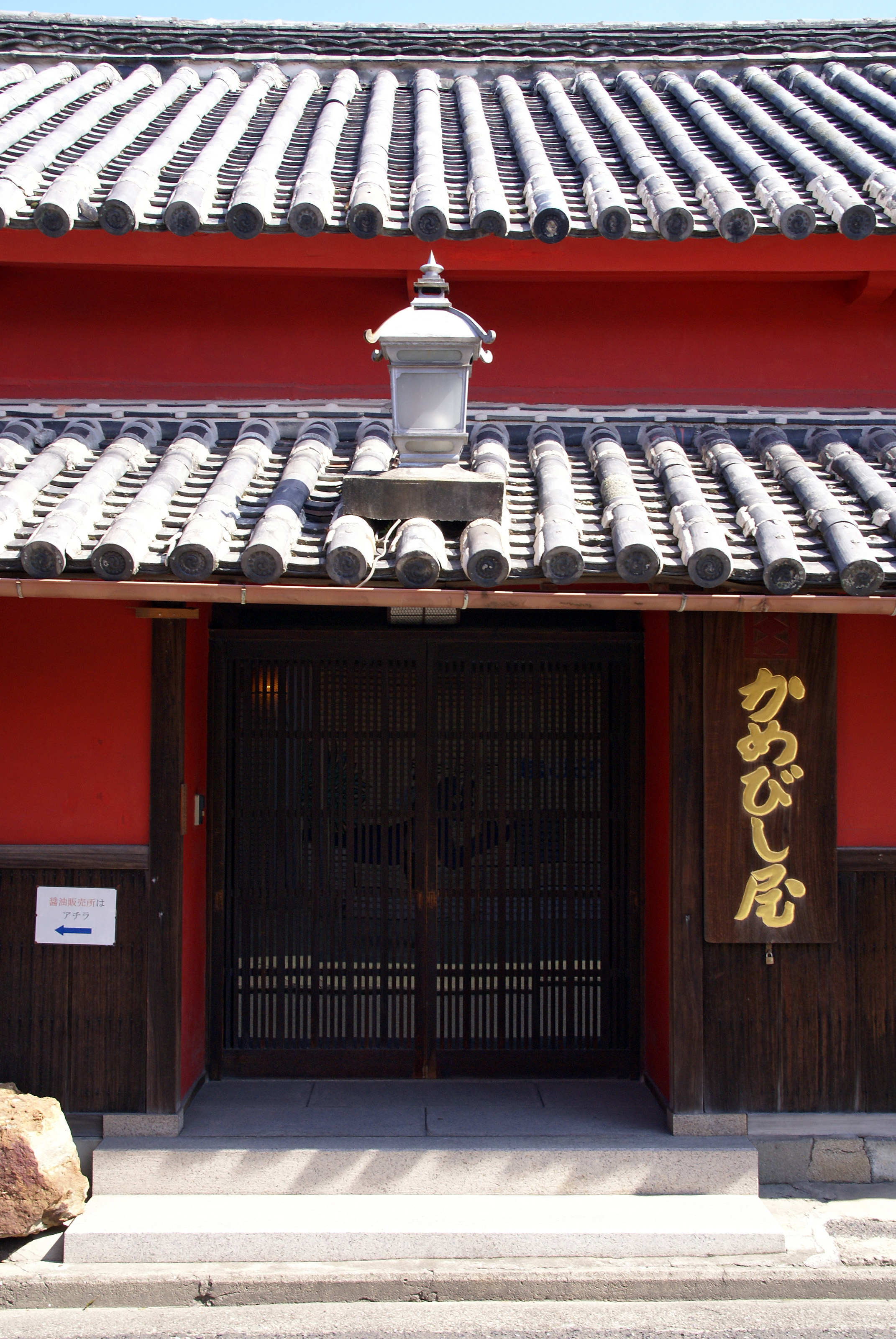
玄関

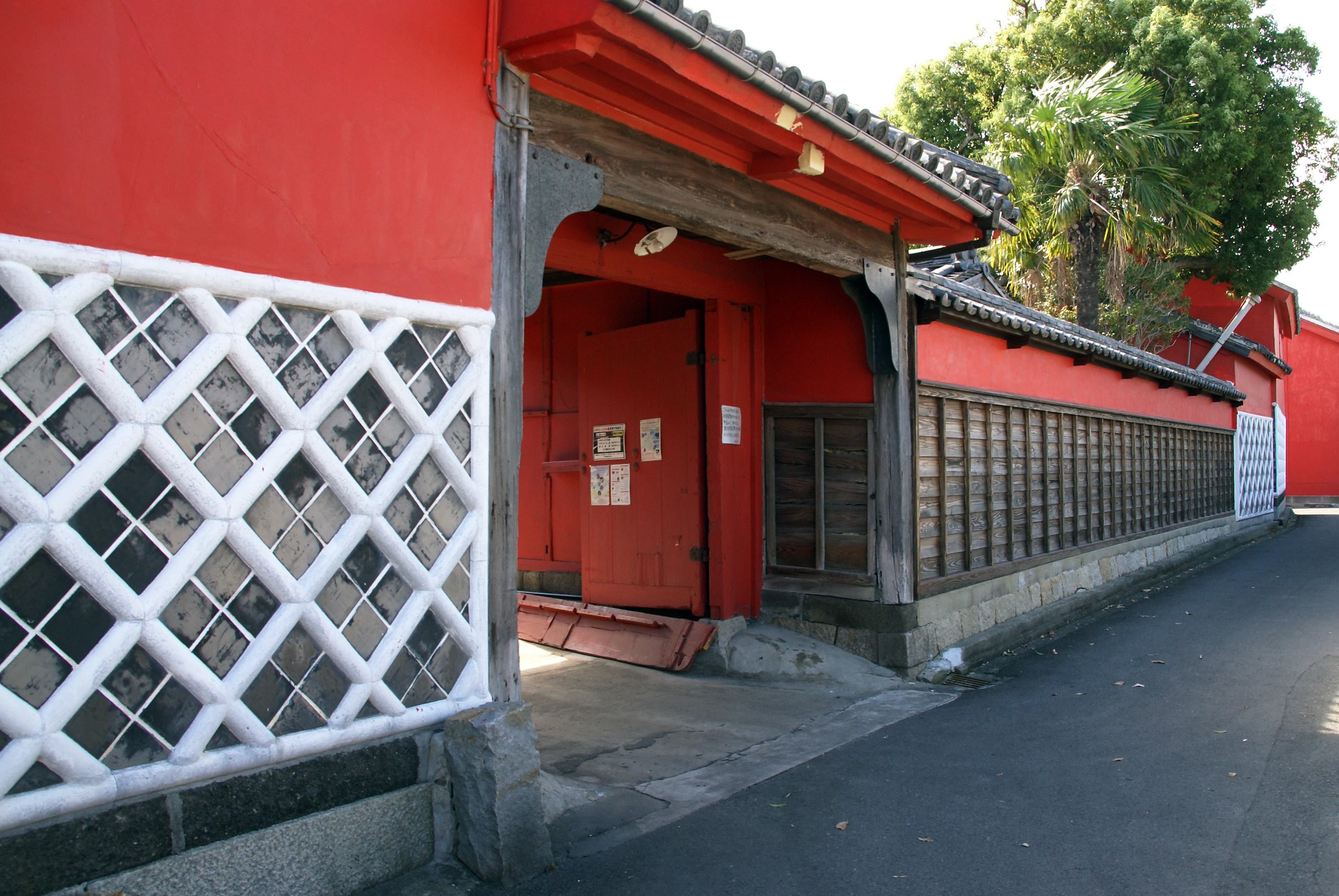
醤油店北口

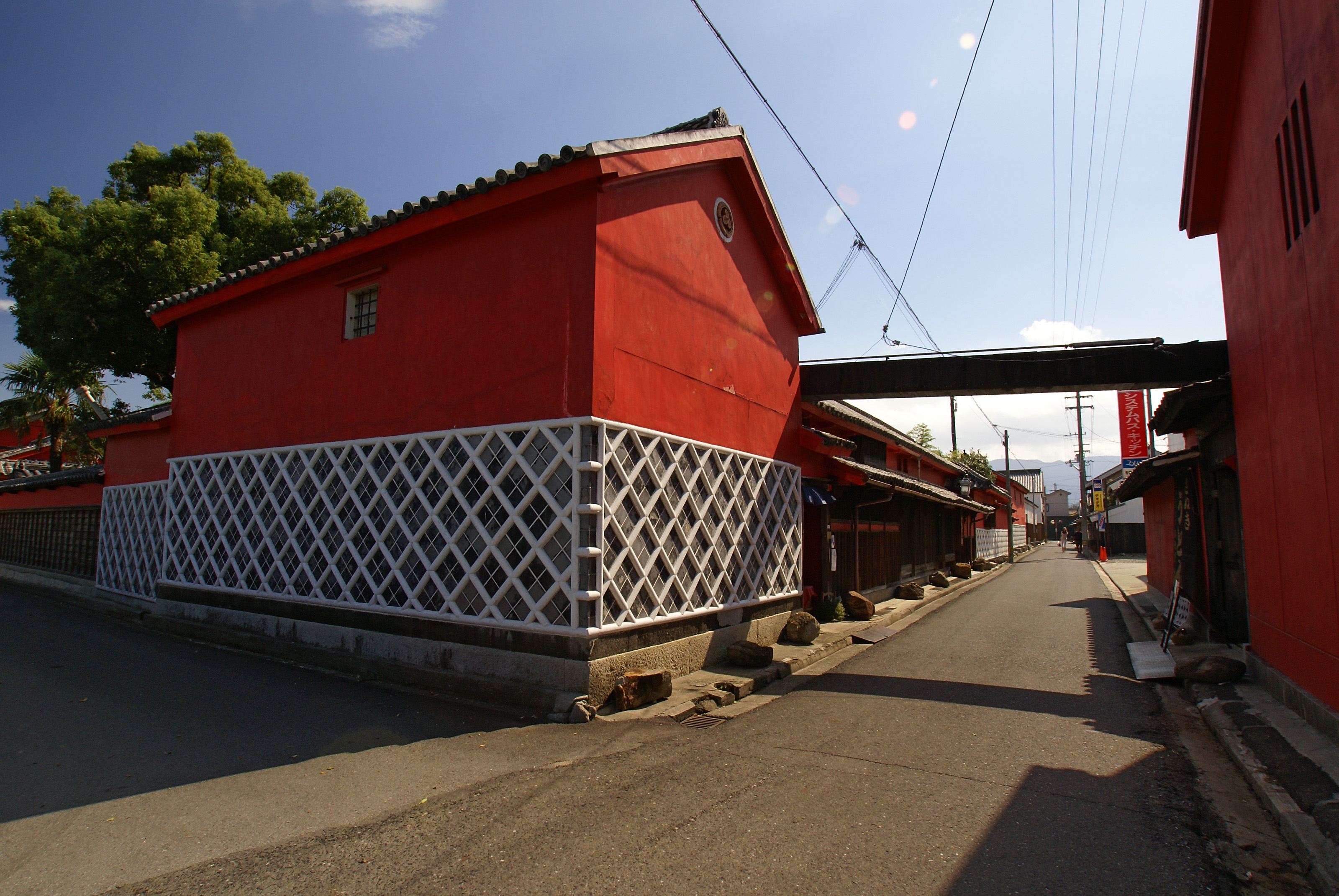
左が醤油店、右が圧搾場

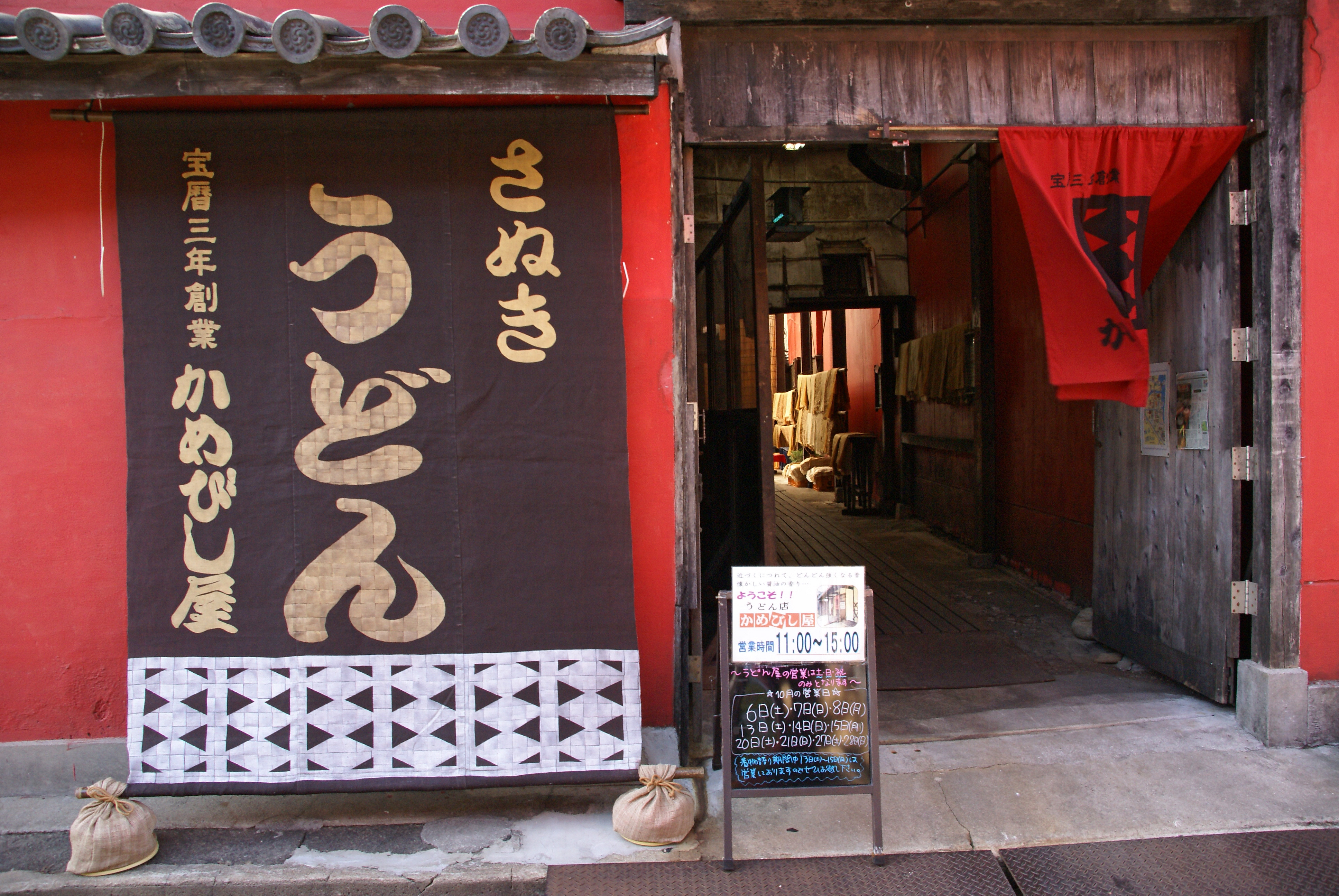
圧搾場へ続くの路地の奥にうどん店がある

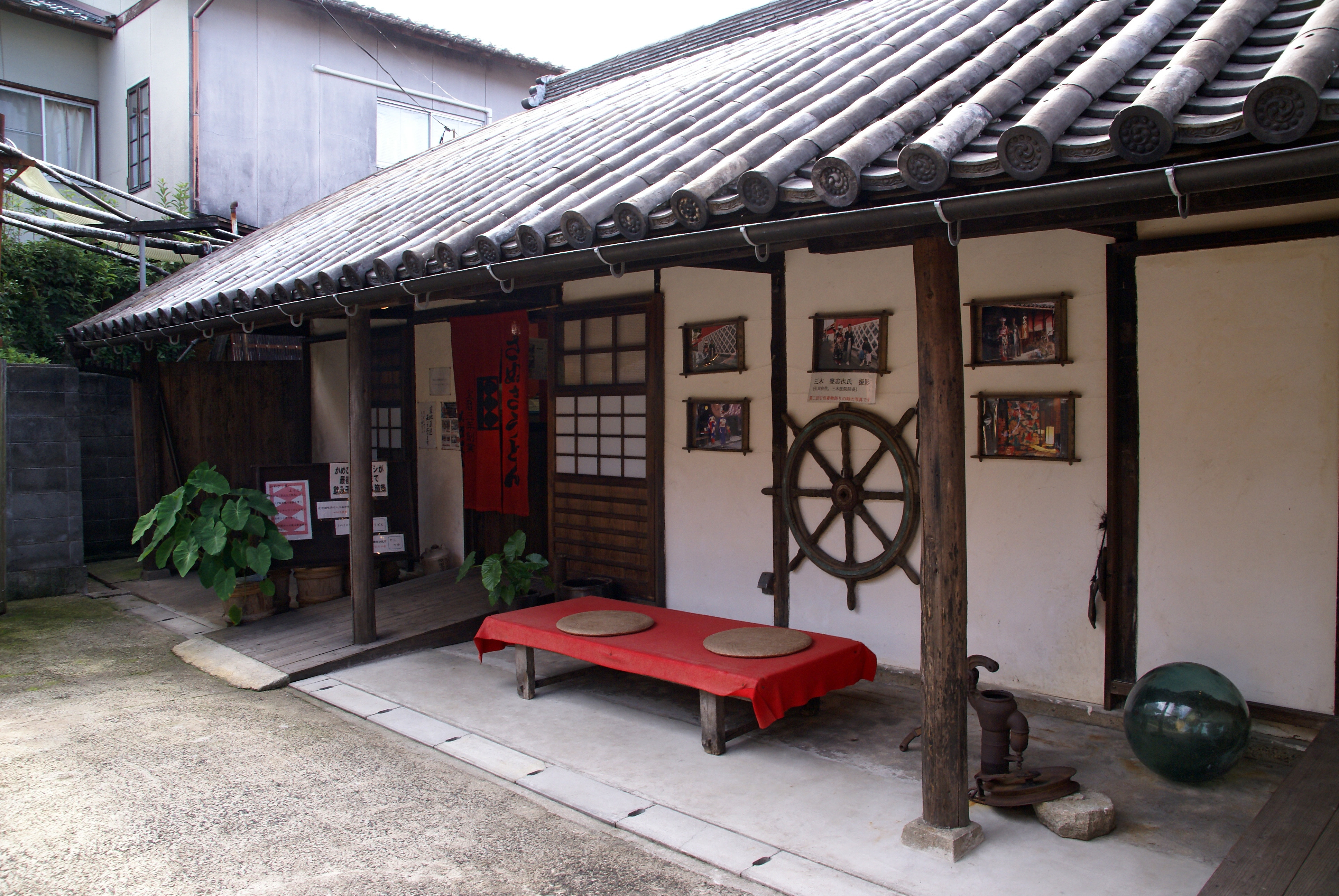
うどん店

## 概要
創業の宝暦3年（1753年）から、醤油の伝統的製法の「むしろ麹法」を続ける全国で唯一の醤油醸造元である。
2003年4月10日からは、江戸時代建築の醤油蔵を活用した讃岐うどん店「かめびし屋」を開いており、ここで出される醪を使用した「もろみうどん」が引田の名物の一つとなっている。

## 登録有形文化財建造物
- かめびし事務室及び展示室 - 木造2階一部平屋建、瓦葺、建築面積372m2、安永9年（1780年）築、江戸末期増築
- かめびし資材置場 - 木造平屋建、瓦葺、建築面積85m2、明治初期築
- かめびし蔵 - 土蔵造及び木造2階建、瓦葺、建築面積55m2、明治後期築、昭和初期増築
- かめびし一号蔵 - 木造平屋建、瓦葺、建築面積62m2、明治末期築
- かめびし仕込み部屋 - 木造平屋建、瓦葺、建築面積180m2、明治末期築
- かめびし三号蔵 - 木造平屋建、瓦葺、建築面積80m2、昭和初期築
- かめびし十号蔵 - 木造平屋建、瓦葺、建築面積70m2、江戸末期築
- かめびし十一号蔵 - 木造平屋建、瓦葺、建築面積58m2、江戸後期築
- かめびし十二号蔵 - 木造平屋建、瓦葺一部鉄板葺、建築面積42m2、大正末期築
- かめびし十三号蔵 - 木造平屋建、瓦葺、建築面積50m2、昭和初期築
- かめびし十四号蔵 - 木造平屋建、瓦葺、建築面積50m2、江戸後期築
- かめびし作業場 - 木造3階建、瓦葺、建築面積105m2、大正末期
- かめびし赤門 - 木造平屋建、瓦葺、間口1.8m、土塀付属、江戸末期、昭和初期改造
- かめびし圧搾場 - 木造平屋建、瓦葺、建築面積88m2、明治初期築、昭和初期改造
- かめびし五号蔵 - 木造平屋建、瓦葺、建築面積82m2、昭和初期築
- かめびし旧四号蔵及び旧六号蔵 - 木造平屋建、瓦葺、建築面積153m2、明治初期築、大正末期増改造
- かめびし七号蔵 - 木造平屋建、鉄板葺、建築面積162m2、明治末期築
- かめびし八号蔵 - 木造平屋建、瓦葺一部鉄板葺、建築面積234m2、大正末期築

以上18棟はいずれも2003年9月19日付けで国の登録有形文化財に登録されている。

## 利用情報
- 所在地 - 〒769-2901香川県東かがわ市引田2174番地、2132番地

## 交通アクセス
- 高徳線 引田駅 徒歩10分
- 高速バス 引田バス停 徒歩25分

## 周辺情報
- 引田の街並み
  - かめびし屋、讃州井筒屋敷、山本家住宅、松村家住宅、泉家住宅、長崎家住宅、日下家住宅、旧引田郵便局（風の港館）、誉田八幡神社
- 引田港
- ばいこう堂本店 - 和三盆